# 디오헤네스 루나
디오헤네스 루나 마르티네스(스페인어: Diógenes Luna Martínez 1977년 5월 1일~)는 쿠바의 권투 선수이다. 2000년 하계 올림픽 라이트웰터급에서 동메달을 획득했으며 세계 선수권 대회에서 금메달 1개, 팬아메리칸 게임에서 동메달 1개를 획득했다. 